# Thaiboy Digital
Танапат Бунлеанг (при рождении Хазитин Бонлеунге), более известный под сценическим псевдонимом Thaiboy Digital — шведско-тайский рэпер и певец. Бунлеанг родился в Кхонкэн, Таиланд, в возрасте восьми лет переехал в Стокгольм, Швеция, сейчас живёт в Бангкоке. Помимо сольного творчества, Бунлеанг является членом группы Drain Gang.

## Биография
Бунлеанг родился в регионе Исан в Таиланде, его семья иммигрировала в Швецию из Таиланда в 2003 году после того, как его мать стала шеф-поваром в австрийском посольстве в Стокгольме.
В подростковом возрасте Бунлеанг стал участвовать в городской музыкальной сцене, присоединившись к группе, которой позже стала Drain Gang, и сотрудничая с местными исполнителями, включая Yung Lean.
В 2015 году из-за истечения срока действия рабочей визы его матери Бунлеанг был вынужден покинуть Швецию по решению шведской иммиграционной службы Migrationsverket и вернуться в Таиланд, поселившись в Бангкоке. В Бангкоке Бунлеанг начал записываться с местными артистами, такими как Younggu и Dandee, оставаясь при этом участником Drain Gang и участвуя во всех их последующих релизах, включая релиз Trash Island 2019 года, который частично был записан в квартире Бунлеанга в Бангкоке.

## Личная жизнь
Бунлеанг вырос с бабушкой и сводным дедушкой (по материнской линии) в Кхонкэне, его мать, Апхантри, была наполовину чeрнокожей, из-за чего над Бунлеангом издевались в школе в Таиланде. Когда ему было 5 лет, Апхантри устроилась на работу в швейцарское посольство в Бангкоке в качестве шеф-повара и взяла Бунлеанга с собой. Когда Бунлеанг жил в Бангкоке, он ходил в детский сад с шестилетними детьми, когда ему было всего пять.
Однажды после школы к нему пришел мужчина, назвавшийся его отцом, и отвел его домой к матери, позже Бунлеангу объяснили причину появления отца в тот день, но он не стал вдаваться в подробности.
Бунлеанг женился 7 января 2020 года, а его первый ребёнок, дочь, родилась 9 февраля 2020 года.

## Дискография

### Альбомы
- Legendary Member (2019)[8]
- My Fantasy World (2020) (под псевдонимом DJ Billybool)
- Back 2 Life (2022)

### Микстейпы
- Tiger (2014)
- Lord Of Jewels (Return of the Goon) (2015)

### Совместные микстейпы
- GTBSG Compilation (2013) (совместно с Bladee, Ecco2K)
- AvP (2016) (совместно с Bladee)
- D&G (2017) (совместно с Bladee, Ecco2K)
- Trash Island (2019) (совместно с Bladee, Ecco2K)

### Мини-альбомы
- S.O.S: Suicide or Sacrifice (2017)

### Синглы
- Fuck U (2011)
- Bank Account (2013)
- B With U (2013)
- Moon Girl (2013)
- Ferragamo Gold (2013)
- Tiger (2014)
- G6 (2014)
- 2 The Starz (2014) (совместно с Bladee)
- Haters Broke (2014)
- 2seats (2015)
- Forever Turnt (2015) (совместно с Younggu, Dandee)
- Lie 2 Me (2016) (совместно с Bladee)
- Let Go (2016)
- Still in Search of Sunshine (2016) (совместно с Bladee)
- Climbing (2017)
- Magic (2017)
- King Cobra (2018)
- Lip Service (2019) (совместно с Ecco2K)
- Nervous (2019)
- IDGAF (2019)[9]
- New City (2020)
- Yin & Yang (2020)
- Triple S (2020)
- I Go I Go (2021)
- I'm Fresh (2022)

### Гостевое участие
- Bladee — «Ebay» (2013) (при участии Ecco2K)
- Bladee — «Deletee» (2014)
- Bladee — «Everlasting Flames» (2014)
- Bladee — «Butterfly» (2015 и 2016)
- Yung Lean — «How U Like Me Now?» (2016)
- Yung Lean — «King Cobra» (2018)
- Bladee — «Side by Side» (2018)
- Younggu — «Never Been» (2018) (при участии Twopee Southside, Rahboy)
- Bladee — «Inspiration Comes» (2021)
- Yung Lean — «Starz2theRainbow» (2022)